# Ortobirotonda pentagonale elongata
In geometria solida, l'ortobirotonda pentagonale elongata è un poliedro con 42 facce che può essere costruito, come intuibile dal suo nome, allungando un'ortobirotonda pentagonale inserendo un prisma decagonale tra la due rotonde pentagonali che la compongono.

## Caratteristiche
Se tutte le sue facce sono poligoni regolari un'ortobirotonda pentagonale elongata è uno dei 92 solidi di Johnson, in particolare quello indicato come J42, ossia un poliedro strettamente convesso avente come facce dei poligoni regolari ma comunque non appartenente alla famiglia dei poliedri uniformi.
Per quanto riguarda i 40 vertici di questo poliedro, su 20 di essi incidono due facce pentagonali e due triangolari, mentre sugli 20 incidono una faccia pentagonale, due quadrate e una triangolare.

## Formule
Considerando un'ortobirotonda pentagonale elongata avente come facce dei poligoni regolari aventi lato di lunghezza {\displaystyle a}, le formule per il calcolo del volume {\displaystyle V} e della superficie {\displaystyle A} risultano essere:
{\displaystyle V={\frac {a^{3}}{6}}\left(45+17{\sqrt {5}}+15{\sqrt {5+2{\sqrt {5}}}}\right)\approx 21,5297\ldots a^{3};}
{\displaystyle A=\left(10+{\sqrt {30\left(10+3{\sqrt {5}}+{\sqrt {75+30{\sqrt {5}}}}\right)}}\right)a^{2}\approx 39,306\ldots a^{2}.}

## Poliedri correlati
Ruotando di 36° una rotonda rispetto all'altra si ottiene una girobirotonda pentagonale elongata, che è a sua volta un solido di Johnson.